# Frente a frente (versión de Jeanette)
«Frente a frente» es una canción interpretada por la cantante hispano-británica Jeanette. Fue publicada como primer sencillo del álbum Corazón de poeta (1981) y está incluida en el disco recopilatorio Sigo rebelde (1996). Fue compuesta y producida por Manuel Alejandro. La cantante renegoció su contrato para volver a España después de haber grabado varios sencillos de música disco en Alemania. Alejandro tardó en componer las canciones del disco en un año y medio. Tras escucharla, Jeanette se dijo a sí misma «esta es la mía». 
Musicalmente, «Frente a frente» es una balada en la línea de las composiciones de Alejandro por su aparente sencillez en letra basada en el sufrimiento y el desamor tras un divorcio: un tema extemporáneo para la sociedad de eso años. Tiene arreglos de piano y violín. «Frente a frente» devolvió a Jeanette a las listas musicales con éxito al entrar a los primeros diez lugares de los conteos de países como Argentina, España y México. Enrique Bunbury y varios artistas han realizado versiones del tema. 

## Antecedentes, composición y grabación
Tras lanzar el álbum Todo es nuevo en 1977 y varios sencillos en estilo disco en Alemania, Jeanette propone a su entonces sello discográfico RCA reactivar su carrera como baladista en España con un álbum melódico con canciones de su compositor preferido Manuel Alejandro. Alejandro aceptó en producir el álbum y sus composiciones tardaron cerca de un año y medio según comentarios de Jeanette en el programa Retrato en vivo (1981).
Al componer las canciones para Corazón de poeta, Manuel Alejandro comento que «tuvo que ponerse en la piel de una mujer y transformarse» al escribir canciones que expresen sentimientos femeninos. En un especial televisivo de TVE para Manuel Alejandro, Jeanette comento que cuando Alejandro le presentó esta canción se dijo a sí misma «esta es la mía». El texto de la canción está basado en el sufrimiento y el desamor del divorcio. La dirección de orquesta la realizó Manuel Alejandro en los Estudios Sonoland en Madrid y los instrumentos que destacan son el piano y el violín. Por fines promocionales, Jeanette adaptó esta canción al idioma inglés con el título «Sorrow» («Dolor»), manteniendo el concepto de su texto original.

## Recepción

### Crítica

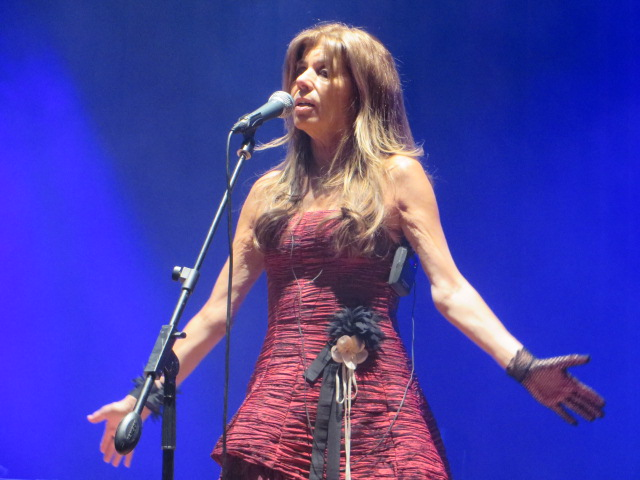
Jeanette interpretando «Frente a frente» en un concierto en 2014.

Desde su lanzamiento «Frente a frente» se ha convertido en una de las canciones más representativas en la carrera musical de Jeanette. Según Matías Uribe del diario español Heraldo de Aragón, «Frente a frente» es una balada «muy pegajosa y muy apropiada al estilo Jeanette». Julián Molero de lafonoteca describe que Alejandro compuso «baladas sensitivas» que ayudan a conectar a Jeanette con un público maduro y describe el texto de esta canción como una «lenta historia de desencuentro». Marcos Gendre de El Salto comento que en lo comercial «Frente a frente» es un «paradigma de traducir sensiblería en tragedia, en lo que Jeanette era insuperable». El portal Magnet de Webedia tras criticar la versión de Bunbury indicó que Alejandro «se reserva sus mejores joyas» para Jeanette. Pablo Ferrer de Heraldo de Soria la califico como una «desgarradora balada».

### Comercial
«Frente a frente» devolvió a la cantante a las listas musicales con éxito. En España, según el listado musical Superventas de la Cadena SER, «Frente a frente» debutó en el puesto 25 el 11 de julio de 1981 y llegó a la posición 6 como la más alta el 19 de septiembre del mismo año. Según el diario ABC, «Frente a frente» figuró en la lista de las canciones más programadas en emisoras de España. En México alcanzó la posición tres en la primera quincena de marzo de 1982 según Notitas Musicales. En Argentina llegó al puesto uno según la revista Cashbox el 17 de octubre de 1981. Con este desempeño, «Frente a frente» recogió los dividendos gastados en la producción del disco al tener ventas superiores a los sencillos posteriores de Corazón de poeta.
El periódico español 20 minutos en su versión digital convocó a sus lectores escoger las mejores canciones de Jeanette y «Frente a frente» se ubicó en primer lugar de todas las canciones en votación. El mismo portal convocó a escoger las mejores canciones de Manuel Alejandro y «Frente a frente» quedó segunda.

## Interpretaciones en directo
Jeanette se presentó en varios programas de televisión interpretando esta canción en una gira promocional del disco Corazón de poeta. En España estreno su disco en el programa Aplauso y en el programa de entrevistas Retrato en vivo interpretó la canción. En Chile estuvo en Sábados gigantes, conocido programa conducido por Don Francisco. El éxito de Corazón de poeta permite hacer una gira promocional en Brasil y Jeanette hace una interpretación de «Sorrow» para la televisión de ese país. En 2009 Jeanette fue homenajeada en la cuarta edición de los Premios de la Música y la Creación Independiente Pop-Eye 2009 que se celebró en el Gran Teatro de Cáceres en España y canto esta canción junto a un acompañamiento orquestal. En 2011 el diseñador Juan Duyos invitó a la cantante al Cibeles Madrid Fashion Week donde la cantó. En 2013 en el programa español Tenemos que hablar Jeanette canto un extracto acompañada del cantante Raúl. En 2016, en conmemoración a sus 45 de años de vida artística la cantante cantó el tema en un concierto sinfónico en el Gran Teatro Nacional de Lima. En 2019 Jeanette la interpretó en el programa Siempre Jóvenes del Canal Sur Televisión.

## Versiones de otros artistas

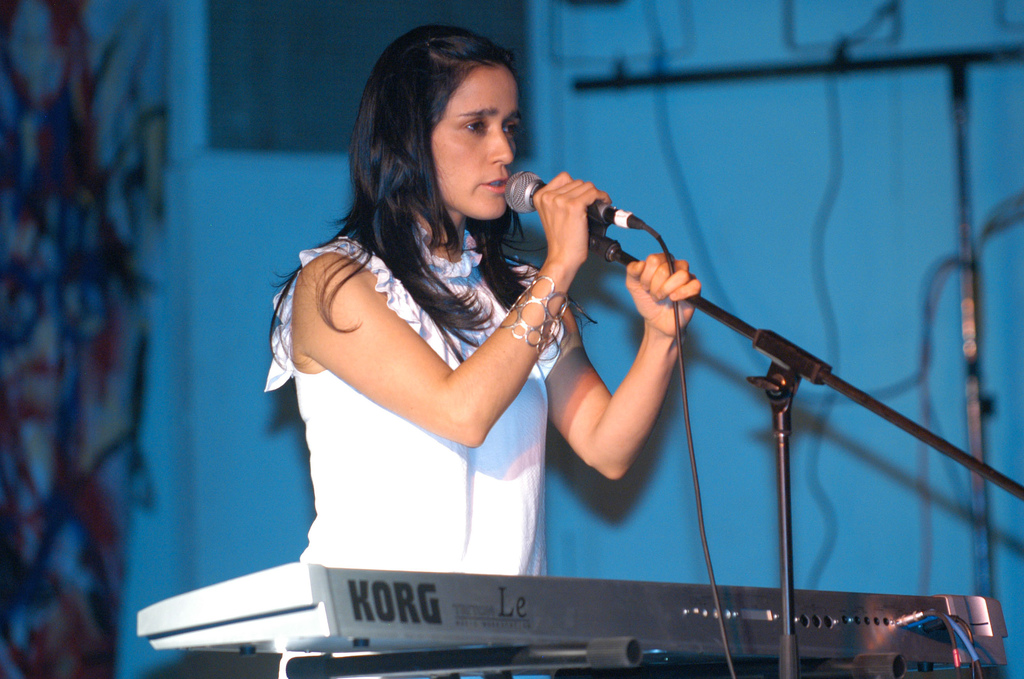
Julieta Venegas colaboró en «El dolor del micro», canción que usa un sample de «Frente a frente».

Desde su lanzamiento «Frente a frente» ha sido versionada por diferentes artistas. En 1981 la cantante mexicana Yuri hizo su versión para el disco Llena de dulzura y en los créditos figura Ana Magdalena. Rocío Jurado versionó esta canción y otras canciones del disco Corazón de poeta para su disco Sevilla (1991). En 2000 el grupo indie rock El Hombre Burbuja hace su versión para su EP El té de los locos. En 2002 el grupo mexicano Pandora hizo el disco tributo para Manuel Alejandro En carne viva e incluyó esta canción. Ese mismo año el cantante mexicano Nicho Hinojosa hizo su versión en su disco ...En El Bar 3. En 2007 el músico y político ecuatoriano Juan Fernando Velasco hace su versión para su disco A tu lado e incluye un re-mix junto a Gerardo Mejía.
En 2008 la banda mexicana María Escarlata hace una versión de rock gótico y la banda indie puertorriqueña Circo la versionó para su disco Cursi. En 2009 Kika Edgar hace su versión en el disco Señor amante y María José en su disco Amante de lo ajeno. Ese mismo año el cantante español Enrique Bunbury (ex-vocalista de Héroes del Silencio) hizo su versión para su álbum Las consecuencias. En 2011 la cantante española La Húngara incluye esta canción en el disco Vivo cantando. En 2015 el grupo musical Las Fenix incluyó esta canción en su disco Retro Live. Ese mismo año la discográfica independiente Plastilina Records produjo el disco digital Contemplaciones: Homenaje Iberoamericano a Jeanette el cual le rinde tributo a la música de Jeanette y Los Waldners hacen la versión de este tema.
La instrumentalización de «Frente a frente» se ha usado como samples de muchos temas de estilo hip-hop como en «Gangsta's Watch» de Noreaga (1999), «El dolor del micro» por Cartel de Santa junto a Julieta Venegas en 2004, un remix titulado «Threat» por Jay-Z en 2009, 
«Ritmos & letras» de The Louk en 2011, «A malandragem toma conta (Releitura)» por Facção Central y «Pray for Buffalo» de Westside Gunn y Conway ambas en 2016.
«Frente a frente» ha formado parte de la banda sonora de la telenovela brasileña Dancin 'Days (en su versión en español). RCA distribuyo el vinilo de la misma en países como Colombia, Perú y Venezuela. En 2016 el reality de imitación peruano Yo soy presentó a Vivianne Fiorella como imitadora de Jeanette y en una de las galas canto la canción. En el 2017 el programa español de caracterización Tu cara me suena invitó a la cantante Lucía Gil a caracterizar a Jeanette con esta canción y se recreó la presentación de «Frente a frente» en el programa Aplauso. Gil obtuvo la puntuación más alta tras su imitación.

## Impacto
En julio de 1981 la Transición española aprobó una nueva ley del divorcio pese a la oposición de la Iglesia católica y del sector demócrata-cristiano del partido que gobernaba entonces Unión de Centro Democrático. En septiembre del mismo año, Julia Ibars fue la primera mujer divorciada tras la aprobación de la ley en España. Esto coincidió con la publicación y ascenso en conteos musicales de esta canción. Jeanette comento que «Frente a frente» era un «tema candente» por estos hechos.
Con el tiempo «Frente a frente» se ha convertido en un «clásico» y ha ganado un «estatus cultural» en la música pop en español. Molero (lafonoteca) calificó a Corazón de poeta (álbum donde se incluye esta canción) como «su disco más famoso cuyos temas treinta años después aún siguen sonando en el hilo musical de las grandes superficies y en algunas emisoras especializadas en retromúsicas que sirvan de fondo a cualquier actividad laboral».

## Lista de canciones
| Vinyl, 7", Single |                       |                  |          |  |
| N.º               | Título                | Escritor(es)     | Duración |  |
| 1.                | «Frente a frente»     | Manuel Alejandro | 3:19     |  |
| 2.                | «Cuando estoy con él» | Manuel Alejandro | 4:18     |  |

| Vinyl, 7", Single |                                 |                  |          |  |
| N.º               | Título                          | Escritor(es)     | Duración |  |
| 1.                | «Sorrow»                        | Adapt. J. Dimech | 3:22     |  |
| 2.                | «A Heart So Warm And So Tender» | Adapt. J. Dimech | 4:37     |  |

## Posición en listas
| Lista                    | Posición |
| ------------------------ | -------- |
| Argentina Cashbox        | 1        |
| España Superventas       | 6        |
| México Notitas Musicales | 3        |

## Créditos
- Jeanette: voz y coros
- Manuel Alejandro: composición, dirección de orquesta y productor
- J. A. Álvarez Alija: ingeniero de sonido
- Maurizio Gaudenzi: ayudante de ingeniero de sonido
- David Beigbeder: dirección de orquesta
- Compañía discográfica: RCA

Fuentes: notas del disco Corazón de poeta.

## Versión de Enrique Bunbury
Enrique Bunbury hizo una versión de «Frente a frente» para su sexto álbum Las consecuencias (2010). La grabó a dúo con Miren Iza y fue lanzado como primer sencillo el 16 de enero de 2010.